# Perissomastix pauliani
Perissomastix pauliani is een vlinder uit de familie echte motten (Tineidae). De wetenschappelijke naam van deze soort is voor het eerst geldig gepubliceerd in 1970 door Gozmány.
De soort komt voor in tropisch Afrika.